# Duets (álbum de Elton John)
Duets es un álbum del cantante británico Elton John en colaboración con varios artistas, editado en 1993 por The Rocket Record Company.
Originalmente concebido como un disco de música navideña que finalmente derivó en un proyecto distinto, Duets unió a Elton John con artistas de la talla de Leonard Cohen, Little Richard, George Michael o Gladys Knight entre otros.
El álbum tuvo un sencillo N.º 1 en gran parte de Europa y EE. UU., "Don't Let The Sun Go Down On Me", grabado en directo con George Michael, más otros hits como "Don't Go Breaking My Heart", "True Love" y "Ain't Nothing Like the Real Thing".

## Lista de canciones
1. "Teardrops" (con k.d. lang) (Zeriiya Zekkariyas) – 4:55
2. "When I Think About Love (I Think About You)" (con P.M. Dawn) (Attrell Cordes) – 4:34
3. "The Power" (con Little Richard) (Elton John, Bernie Taupin) – 6:25
4. "Shakey Ground" (con Don Henley) (Jeffrey Bowen, Al Boyd, Eddie Hazel) – 3:51
5. "True Love" (con Kiki Dee) (Cole Porter) – 3:34
6. "If You Were Me" (con Chris Rea) (Chris Rea) – 4:26
7. "A Woman's Needs" (con Tammy Wynette) (John, Taupin) – 5:18
8. "Old Friend" (con Nik Kershaw) (Nik Kershaw) – 4:15
9. "Go on and On" (con Gladys Knight) (Stevie Wonder) – 5:50
10. "Don't Go Breaking My Heart" (con RuPaul) (Carte Blanche, Ann Orson) – 5:00
11. "Ain't Nothing Like the Real Thing" (con Marcella Detroit) (Nickolas Ashford, Valerie Simpson) – 3:36
12. "I'm Your Puppet" (con Paul Young) (Spooner Oldham, Dan Penn) – 3:36
13. "Love Letters" (con Bonnie Raitt) (Edward Heyman, Victor Young) – 4:01
14. "Born to Lose" (con Leonard Cohen) (Frankie Brown, Ted Daffan) – 4:33
15. "Don't Let the Sun Go Down on Me" (con George Michael, en vivo) (John, Taupin) – 5:46
16. "Duets for One" (John, Difford) – 4:52